# 1re étape du Tour d'Espagne 2024
Pour un article plus général, voir Tour d'Espagne 2024.
La 1re étape du Tour d'Espagne 2024 se déroule le samedi 17 août 2024, sous la forme d'un contre-la-montre individuel entre la ville de Lisbonne et Oeiras au Portugal, sur une distance de 12 km.

## Parcours
La 79e édition de la Vuelta débute au Portugal par un contre-la-montre individuel depuis les rues de Lisbonne sur un parcours plat situé le long de l'embouchure du Tage où l'exposition au vent en longeant la côte atlantique par un tracé s'orientant vers l'ouest et Oeiras pourrait être un facteur déterminant pour la course.

## Résultats

### Classement de l'étape
| \| Classement de l'étape \| Classement de l'étape \| Classement de l'étape \| Classement de l'étape \| Classement de l'étape \| \| Coureur \| Coureur \| Pays \| Équipe \| Temps \| \| --------------------- \| --------------------- \| --------------------- \| -------------------------- \| --------------------- \| \| 1er \| Brandon McNulty \| États-Unis \| UAE Team Emirates \| 12 min 35 s \| \| 2e \| Mathias Vacek \| Tchéquie \| Lidl-Trek \| + 2 s \| \| 3e \| Wout van Aert \| Belgique \| Team Visma \\| Lease a Bike \| + 3 s \| \| 4e \| Stefan Küng \| Suisse \| Groupama-FDJ \| + 6 s \| \| 5e \| Edoardo Affini \| Italie \| Team Visma \\| Lease a Bike \| + 8 s \| \| 6e \| Joshua Tarling \| Royaume-Uni \| Ineos Grenadiers \| + 8 s \| \| 7e \| Mauro Schmid \| Suisse \| Team Jayco AlUla \| + 16 s \| \| 8e \| Primož Roglič \| Slovénie \| Red Bull-Bora-Hansgrohe \| + 17 s \| \| 9e \| Bruno Armirail \| France \| Decathlon-AG2R La Mondiale \| + 18 s \| \| 10e \| João Almeida \| Portugal \| UAE Team Emirates \| + 19 s \| |                 |             |                            |             |
| |                 |             |                            |             |
| Source : ProCyclingStats |                 |             |                            |             |
| Classement de l'étape |                 |             |                            |             |
| Coureur | Coureur         | Pays        | Équipe                     | Temps       |
| 1er | Brandon McNulty | États-Unis  | UAE Team Emirates          | 12 min 35 s |
| 2e | Mathias Vacek   | Tchéquie    | Lidl-Trek                  | + 2 s       |
| 3e | Wout van Aert   | Belgique    | Team Visma \| Lease a Bike | + 3 s       |
| 4e | Stefan Küng     | Suisse      | Groupama-FDJ               | + 6 s       |
| 5e | Edoardo Affini  | Italie      | Team Visma \| Lease a Bike | + 8 s       |
| 6e | Joshua Tarling  | Royaume-Uni | Ineos Grenadiers           | + 8 s       |
| 7e | Mauro Schmid    | Suisse      | Team Jayco AlUla           | + 16 s      |
| 8e | Primož Roglič   | Slovénie    | Red Bull-Bora-Hansgrohe    | + 17 s      |
| 9e | Bruno Armirail  | France      | Decathlon-AG2R La Mondiale | + 18 s      |
| 10e | João Almeida    | Portugal    | UAE Team Emirates          | + 19 s      |

### Classement aux points intermédiaires
| \| Classement intermédiaire no 1 Caxias - (km 7,3) \| Classement intermédiaire no 1 Caxias - (km 7,3) \| Classement intermédiaire no 1 Caxias - (km 7,3) \| Classement intermédiaire no 1 Caxias - (km 7,3) \| Classement intermédiaire no 1 Caxias - (km 7,3) \| \| \| Coureur \| Pays \| Équipe \| Temps \| \| ----------------------------------------------- \| ----------------------------------------------- \| ----------------------------------------------- \| ----------------------------------------------- \| ----------------------------------------------- \| \| 1er \| Wout van Aert \| Belgique \| Team Visma - Lease a Bike \| en 7 min 56 s \| \| 2e \| Mathias Vacek \| République tchèque \| Lidl-Trek \| + 0 s \| \| 3e \| Brandon McNulty \| États-Unis \| UAE Team Emirates \| + 2 s \| \| 4e \| Joshua Tarling \| \| Ineos Grenadiers \| + 2 s \| \| 5e \| Edoardo Affini \| Italie \| Team Visma - Lease a Bike \| + 5 s \| \| 6e \| Stefan Küng \| Suisse \| Groupama-FDJ \| + 7 s \| \| 7e \| Victor Campenaerts \| Belgique \| Lotto Dstny \| + 9 s \| \| 8e \| Bruno Armirail \| France \| Decathlon AG2R La Mondiale \| + 10 s \| \| 9e \| Florian Lipowitz \| Allemagne \| Red Bull-Bora-Hansgrohe \| + 11 s \| \| 10e \| Primož Roglič \| Slovénie \| Red Bull-Bora-Hansgrohe \| + 13 s \| \| modifier \| \| \| \| \| |                    |                    |                            |               |
| Classement intermédiaire no 1 Caxias - (km 7,3) |                    |                    |                            |               |
| | Coureur            | Pays               | Équipe                     | Temps         |
| 1er | Wout van Aert      | Belgique           | Team Visma - Lease a Bike  | en 7 min 56 s |
| 2e | Mathias Vacek      | République tchèque | Lidl-Trek                  | + 0 s         |
| 3e | Brandon McNulty    | États-Unis         | UAE Team Emirates          | + 2 s         |
| 4e | Joshua Tarling     |                    | Ineos Grenadiers           | + 2 s         |
| 5e | Edoardo Affini     | Italie             | Team Visma - Lease a Bike  | + 5 s         |
| 6e | Stefan Küng        | Suisse             | Groupama-FDJ               | + 7 s         |
| 7e | Victor Campenaerts | Belgique           | Lotto Dstny                | + 9 s         |
| 8e | Bruno Armirail     | France             | Decathlon AG2R La Mondiale | + 10 s        |
| 9e | Florian Lipowitz   | Allemagne          | Red Bull-Bora-Hansgrohe    | + 11 s        |
| 10e | Primož Roglič      | Slovénie           | Red Bull-Bora-Hansgrohe    | + 13 s        |
| modifier |                    |                    |                            |               |

### Points attribués pour le classement par points
| \| Arrivée d'étape Oeiras (km 12) \| Arrivée d'étape Oeiras (km 12) \| Arrivée d'étape Oeiras (km 12) \| Arrivée d'étape Oeiras (km 12) \| Arrivée d'étape Oeiras (km 12) \| \| ------------------------------ \| ------------------------------ \| ------------------------------ \| ------------------------------ \| ------------------------------ \| \| \| Coureur \| Pays \| Équipe \| Point(s) \| \| 1er \| Brandon McNulty \| États-Unis \| UAE Team Emirates \| 20 \| \| 2e \| Mathias Vacek \| République tchèque \| Lidl-Trek \| 17 \| \| 3e \| Wout van Aert \| Belgique \| Team Visma - Lease a Bike \| 15 \| \| 4e \| Stefan Küng \| Suisse \| Groupama-FDJ \| 13 \| \| 5e \| Edoardo Affini \| \| Team Visma - Lease a Bike \| 11 \| \| 6e \| Joshua Tarling \| Grande-Bretagne \| Ineos Grenadiers \| 10 \| \| 7e \| Mauro Schmid \| Suisse \| Team Jayco AlUla \| 9 \| \| 8e \| Primož Roglič \| Slovénie \| Red Bull-Bora-Hansgrohe \| 8 \| \| 9e \| Bruno Armirail \| France \| Decathlon AG2R La Mondiale \| 7 \| \| 10e \| João Almeida \| Portugal \| UAE Team Emirates \| 6 \| \| 11e \| Nélson Oliveira \| Portugal \| Movistar \| 5 \| \| 12e \| Florian Lipowitz \| Allemagne \| Red Bull-Bora-Hansgrohe \| 4 \| \| 13e \| Mattias Skjelmose \| Danemark \| Lidl-Trek \| 3 \| \| 14e \| Jay Vine \| Australie \| UAE Team Emirates \| 2 \| \| 15e \| Kasper Asgreen \| Danemark \| Soudal Quick-Step \| 1 \| \| modifier \| \| \| \| \| |                   |                    |                            |          |
| Arrivée d'étape Oeiras (km 12) |                   |                    |                            |          |
| | Coureur           | Pays               | Équipe                     | Point(s) |
| 1er | Brandon McNulty   | États-Unis         | UAE Team Emirates          | 20       |
| 2e | Mathias Vacek     | République tchèque | Lidl-Trek                  | 17       |
| 3e | Wout van Aert     | Belgique           | Team Visma - Lease a Bike  | 15       |
| 4e | Stefan Küng       | Suisse             | Groupama-FDJ               | 13       |
| 5e | Edoardo Affini    |                    | Team Visma - Lease a Bike  | 11       |
| 6e | Joshua Tarling    | Grande-Bretagne    | Ineos Grenadiers           | 10       |
| 7e | Mauro Schmid      | Suisse             | Team Jayco AlUla           | 9        |
| 8e | Primož Roglič     | Slovénie           | Red Bull-Bora-Hansgrohe    | 8        |
| 9e | Bruno Armirail    | France             | Decathlon AG2R La Mondiale | 7        |
| 10e | João Almeida      | Portugal           | UAE Team Emirates          | 6        |
| 11e | Nélson Oliveira   | Portugal           | Movistar                   | 5        |
| 12e | Florian Lipowitz  | Allemagne          | Red Bull-Bora-Hansgrohe    | 4        |
| 13e | Mattias Skjelmose | Danemark           | Lidl-Trek                  | 3        |
| 14e | Jay Vine          | Australie          | UAE Team Emirates          | 2        |
| 15e | Kasper Asgreen    | Danemark           | Soudal Quick-Step          | 1        |
| modifier |                   |                    |                            |          |

## Classements à l'issue de l'étape

### Classement général
| \| Classement général \| Classement général \| Classement général \| Classement général \| Classement général \| \| Coureur \| Coureur \| Pays \| Équipe \| Temps \| \| ------------------ \| ------------------ \| ------------------ \| -------------------------- \| ------------------ \| \| 1er \| Brandon McNulty \| États-Unis \| UAE Team Emirates \| 12 min 35 s \| \| 2e \| Mathias Vacek \| Tchéquie \| Lidl-Trek \| + 2 s \| \| 3e \| Wout van Aert \| Belgique \| Team Visma \\| Lease a Bike \| + 3 s \| \| 4e \| Stefan Küng \| Suisse \| Groupama-FDJ \| + 6 s \| \| 5e \| Edoardo Affini \| Italie \| Team Visma \\| Lease a Bike \| + 8 s \| \| 6e \| Joshua Tarling \| Royaume-Uni \| Ineos Grenadiers \| + 8 s \| \| 7e \| Mauro Schmid \| Suisse \| Team Jayco AlUla \| + 16 s \| \| 8e \| Primož Roglič \| Slovénie \| Red Bull-Bora-Hansgrohe \| + 17 s \| \| 9e \| Bruno Armirail \| France \| Decathlon-AG2R La Mondiale \| + 18 s \| \| 10e \| João Almeida \| Portugal \| UAE Team Emirates \| + 19 s \| |                 |             |                            |             |
| |                 |             |                            |             |
| Source : ProCyclingStats |                 |             |                            |             |
| Classement général |                 |             |                            |             |
| Coureur | Coureur         | Pays        | Équipe                     | Temps       |
| 1er | Brandon McNulty | États-Unis  | UAE Team Emirates          | 12 min 35 s |
| 2e | Mathias Vacek   | Tchéquie    | Lidl-Trek                  | + 2 s       |
| 3e | Wout van Aert   | Belgique    | Team Visma \| Lease a Bike | + 3 s       |
| 4e | Stefan Küng     | Suisse      | Groupama-FDJ               | + 6 s       |
| 5e | Edoardo Affini  | Italie      | Team Visma \| Lease a Bike | + 8 s       |
| 6e | Joshua Tarling  | Royaume-Uni | Ineos Grenadiers           | + 8 s       |
| 7e | Mauro Schmid    | Suisse      | Team Jayco AlUla           | + 16 s      |
| 8e | Primož Roglič   | Slovénie    | Red Bull-Bora-Hansgrohe    | + 17 s      |
| 9e | Bruno Armirail  | France      | Decathlon-AG2R La Mondiale | + 18 s      |
| 10e | João Almeida    | Portugal    | UAE Team Emirates          | + 19 s      |

### Classement par points
| Classement par points | Classement par points | Classement par points | Classement par points      | Classement par points |
| Coureur               | Coureur               | Pays                  | Équipe                     | Points                |
| --------------------- | --------------------- | --------------------- | -------------------------- | --------------------- |
| 1er                   | Brandon McNulty       | États-Unis            | UAE Team Emirates          | 20 pts                |
| 2e                    | Mathias Vacek         | Tchéquie              | Lidl-Trek                  | 17 pts                |
| 3e                    | Wout van Aert         | Belgique              | Team Visma \| Lease a Bike | 15 pts                |
| 4e                    | Stefan Küng           | Suisse                | Groupama-FDJ               | 13 pts                |
| 5e                    | Edoardo Affini        | Italie                | Team Visma \| Lease a Bike | 11 pts                |
| 6e                    | Joshua Tarling        | Royaume-Uni           | Ineos Grenadiers           | 10 pts                |
| 7e                    | Mauro Schmid          | Suisse                | Team Jayco AlUla           | 9 pts                 |
| 8e                    | Primož Roglič         | Slovénie              | Red Bull-Bora-Hansgrohe    | 8 pts                 |
| 9e                    | Bruno Armirail        | France                | Decathlon-AG2R La Mondiale | 7 pts                 |
| 10e                   | João Almeida          | Portugal              | UAE Team Emirates          | 6 pts                 |

### Classement du meilleur jeune
| Classement du meilleur jeune | Classement du meilleur jeune | Classement du meilleur jeune | Classement du meilleur jeune | Classement du meilleur jeune |
| Coureur                      | Coureur                      | Pays                         | Équipe                       | Temps                        |
| ---------------------------- | ---------------------------- | ---------------------------- | ---------------------------- | ---------------------------- |
| 1er                          | Mathias Vacek                | Tchéquie                     | Lidl-Trek                    | 12 min 37 s                  |
| 2e                           | Joshua Tarling               | Royaume-Uni                  | Ineos Grenadiers             | + 6 s                        |
| 3e                           | Mauro Schmid                 | Suisse                       | Team Jayco AlUla             | + 14 s                       |
| 4e                           | Florian Lipowitz             | Allemagne                    | Red Bull-Bora-Hansgrohe      | + 19 s                       |
| 5e                           | Mattias Skjelmose            | Danemark                     | Lidl-Trek                    | + 20 s                       |
| 6e                           | Filippo Baroncini            | Italie                       | UAE Team Emirates            | + 24 s                       |
| 7e                           | Antonio Tiberi               | Italie                       | Bahrain Victorious           | + 25 s                       |
| 8e                           | Marco Frigo                  | Italie                       | Israel-Premier Tech          | + 26 s                       |
| 9e                           | Pablo Castrillo              | Espagne                      | Equipo Kern Pharma           | + 27 s                       |
| 10e                          | Thymen Arensman              | Pays-Bas                     | Ineos Grenadiers             | + 27 s                       |

### Classement par équipes
| Classement par équipes | Classement par équipes     | Classement par équipes | Classement par équipes |
| Équipe                 | Équipe                     | Pays                   | Temps                  |
| ---------------------- | -------------------------- | ---------------------- | ---------------------- |
| 1re                    | UAE Team Emirates          | Émirats arabes unis    | 38 min 28 s            |
| 2e                     | Lidl-Trek                  | États-Unis             | + 12 s                 |
| 3e                     | Team Visma \| Lease a Bike | Pays-Bas               | + 13 s                 |
| 4e                     | Red Bull-Bora-Hansgrohe    | Allemagne              | + 24 s                 |
| 5e                     | Ineos Grenadiers           | Royaume-Uni            | + 40 s                 |
| 6e                     | Team Jayco AlUla           | Australie              | + 54 s                 |
| 7e                     | Bahrain Victorious         | Bahreïn                | + 59 s                 |
| 8e                     | Groupama-FDJ               | France                 | + 1 min 13 s           |
| 9e                     | Decathlon-AG2R La Mondiale | France                 | + 1 min 14 s           |
| 10e                    | Soudal Quick-Step          | Belgique               | + 1 min 15 s           |

## Abandons
Aucun coureur n'a abandonné au cours de l'étape.